# 第12次長期滞在
第12次長期滞在（だい12じちょうきたいざい、Expedition 12）は、国際宇宙ステーション（ISS）への12回目の長期滞在ミッションである。カザフスタンからロシアの宇宙船ソユーズTMA-7で打ち上げられ、2006年4月8日にブラジル初の宇宙飛行士であるマルコス・ポンテスとともにカザフスタンに帰還した。
アメリカ人実業家のグレゴリー・オルセンは、3人目の宇宙旅行者としてソユーズTMA-7でISSを訪れ、第11次長期滞在の乗組員とともに2005年10月11日にソユーズTMA-6で帰還した。

## 乗組員
| 機長                                 | フライトエンジニア1           |
| ------------------------------------ | ----------------------------- |
| ウィリアム・マッカーサー, NASA 4度目 | ワレリー・トカレフ, RSA 2度目 |

## ミッションパラメータ
- 軌道傾斜角：51.6°
- ドッキング：2005年10月3日7時27分（UTC）
- ドッキング解除：2006年4月8日20時28分（UTC）
- ドッキング継続時間：186日13時間

## ミッションの目的
ISSの組み立ての準備、維持と微少重力下での科学実験。

### 宇宙遊泳
第12次長期滞在の期間中にはISSの外で2度の宇宙遊泳が行われた。どちらもマッカーサーとトカレフにより行われた。

#### 宇宙遊泳1
最初の宇宙遊泳は2005年11月7日に5時間22分間行われた。P1トラスへの新しいカメラの取り付けと、ISSの電位を測定し周囲のプラズマと比較する予定だったが失敗に終わった浮動電位プローブの投棄という2つの主な目的があり、両方とも達成された。

#### 宇宙遊泳2
2度目の宇宙遊泳は2006年2月3日に5時間43分間行われた。世界中の学校に放送するための無線装置を備えた、ロシア製の古い宇宙服衛星が投棄された。この宇宙服は2004年に稼働を終えていた。バイオリスク実験装置の機能回復、小彗星センサーの撮影、携帯運搬装置のアンビリカルケーブルへの捕縛等も行われた。

## 日食

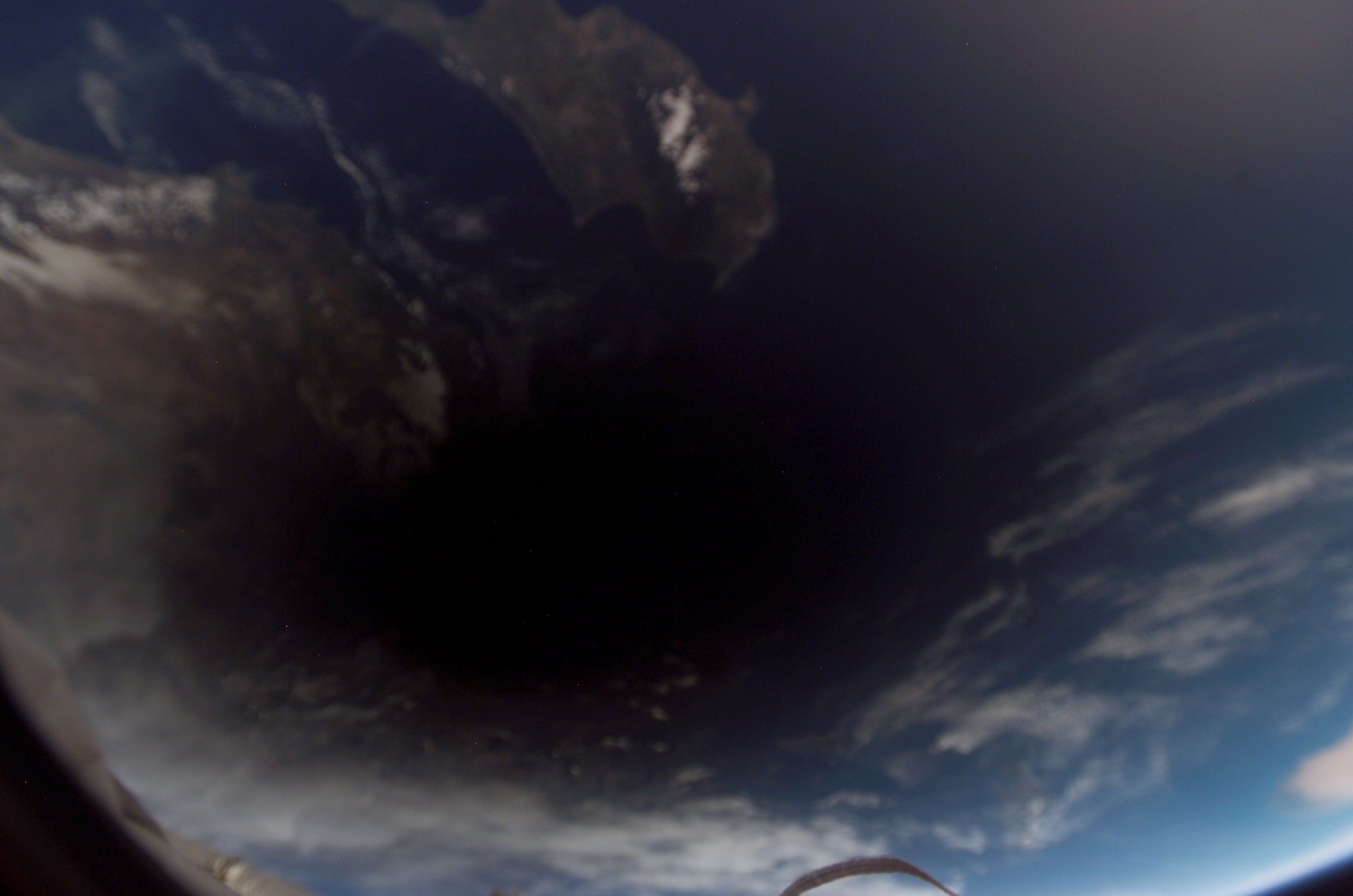
宇宙から見た2006年3月29日の日食

2006年3月29日に皆既日食が起こり、第12次長期滞在の乗組員によって宇宙からの写真が撮影された。月の影が地球を覆っている様子がはっきりと写っている。

## コンサート
スペースシャトルのミッションでは伝統的に起床の音楽が使われてきたが、ISSの乗組員は目覚まし時計の音で起きるのが通例だった。しかし2005年11月3日には、ポール・マッカートニーがカリフォルニア州アナハイムのホンダセンターでGood Day SunshineとEnglish Teaを歌う様子が中継され、起床の音楽として用いられた。このイベントはNASA TVで放送された。